# 1492

## Události
Země Koruny české
- U Tábora byl vybudován Jordán, první přehradní nádrž v českých zemích.
- Do Čech se po dvouletém putování po Malé Asii, Egyptě, Jeruzalému, Sýrii a Palestině vrátilo poselstvo Jednoty bratrské. Její člen Martin Kabátník později napsal cestopis.

Svět
- 2. ledna – Po devítiměsíčním obléhání kapituloval poslední granadský vladař Muhammad XII. a po téměř 800 letech byla ukončena reconquista. Španělé dobyli poslední arabské království na Pyrenejském poloostrově.
- 31. března – Katolická Veličenstva Isabela Kastilská a Ferdinand II. Aragonský vydali Dekret z Alhambry, který nařizoval všem sefardským Židům opustit do 31. července Kastilské a Aragonské království. Statisíce Židů konvertovalo ke katolicismu nebo opustilo zemi.
- 25. července – Zemřel papež Inocenc VIII.
- 3. srpna – Kryštof Kolumbus se vydal na první plavbu ze Španělska do domnělé Indie západním směrem.
- 11. srpna – Rodrigo Borgia byl zvolen papežem a přijal jméno Alexandr VI. Úřad zastával následujících 11 let.
- 7. října – V alsaském Ensisheimu spadl nejstarší dochovaný a prozkoumaný meteorit, u něhož je známo přesné datum dopadu. Dochovaly se jeho zbytky o hmotnosti 56 kg.
- 12. října – Kryštof Kolumbus doplul k ostrovům v Karibiku a objevil tak Nový svět (domníval se však, že je v jihovýchodní Asii). Tato událost se považuje za symbolický předěl mezi středověkem a novověkem.
- 28. října – Kryštof Kolumbus přistál na Kubě.
- 5. prosince – Kryštof Kolumbus se vylodil na Hispaniole
- 25. prosince – Kolumbova loď Santa María ztroskotala na ostrově Hispaniola
- Kartograf Martin Behaim vytvořil v Norimberku první globus.
- Španělský jazykovědec Elio Antonio de Nebrija vydal vůbec první národní gramatiku Arte de la lengua castellana (Umění kastilského jazyka).

### Probíhající události
- 1492–1493 – První výprava Kryštofa Kolumba

## Narození
- 11. dubna – Markéta Navarrská, navarrská královna a spisovatelka († 21. prosince 1549)
- 19. dubna – Pietro Aretino, italský básník, dramatik a satirik († 21. října 1556)
- 24. dubna – Sabina Bavorská, bavorská vévodkyně († 30. srpna 1564)
- 7. září – Jacopo Aconcio, italský filozof a reformační teolog († 1566)
- 12. září – Lorenzo II. Medicejský, vládce Florencie († 4. května 1519)
- 30. října – Anna z Alençonu, francouzská šlechtična († 18. října 1562)
- ? – Edward Wotton, anglický lékař a zoolog († 5. října 1555)
- ? – Vittoria Colonna, italská renesanční básnířka († 25. února 1547)
- ? – Císařovna Sia (Čeng-te), mingská císařovna, manželka Čeng-tea († 1535)

## Úmrtí
- 8. dubna – Lorenzo I. Medicejský, vládce Florencie (* 1. ledna 1449)
- 7. června – Kazimír IV. Jagellonský, polský král (* 30. listopadu 1427)
- 8. června – Alžběta Woodvillová, anglická královna jako manželka Eduarda IV. (* asi 1437)
- 11. července – Hynek z Poděbrad, syn Jiřího z Poděbrad (* 18. května 1452)
- 25. července – Inocenc VIII., papež (* 1432)
- 20. září – Anna Beauchampová, anglická šlechtična a hraběnka z Warwicku (* 13. července 1426)
- 29. září – Domenico Gagini, italský sochař (* asi 1426)
- 12. října – Piero della Francesca, italský malíř (* 1416/1417)
- 6. listopadu – Antoine Busnois, francouzský hudební skladatel a básník (* kolem 1430)
- 19. listopadu – Džámí, perský filozof († 14. srpna 1414)
- ? – Kristina Abrahamsdotter, finská šlechtična, manželka švédského krále Karla VIII. († 1432)
- ? –  Johann Alakraw, pasovský tiskař
- ? – William Caxton, anglický diplomat, spisovatel a tiskař
- ? – Jaume Huguet, katalánský malíř
- ? – Baccio Pontelli, italský architekt (* kolem 1450)
- ? – Emine Gülbahar Hatun, manželka osmanského sultána Mehmeda II. a matka sultána Bajezida II. (* asi 1432)

## Hlavy států
- České království – Vladislav Jagellonský
- Svatá říše římská – Fridrich III.
- Papež – Inocenc VIII. / Alexandr VI.
- Anglické království – Jindřich VII. Tudor
- Francouzské království – Karel VIII.
- Polské království – Jan I. Olbracht
- Uherské království – Vladislav Jagellonský
- Portugalské království – Jan II. Portugalský